# Vlag van Dussen

Vlag van de gemeente Dussen
(1964-1997)

De vlag van Dussen werd op 30 december 1964 bij raadsbesluit vastgesteld als de gemeentelijke vlag van de Noord-Brabantse gemeente Dussen. De vlag is in het raadsbesluit als volgt beschreven:
Twee evenhoge banen van geel en zwart, met een van wit en rood geschaakt Sint Andrieskruis over de volle hoogte van de vlag.
De vlag toont hetzelfde beeld als het gemeentewapen. Niet vermeld is dat het midden van de armen, die loodrecht op elkaar staan, ligt in de broektop en de broekhoek, en het snijpunt op 1/3 van de vlaglengte. De twee blokken op de scheiding van broeking en vluchtzijde zijn rood. De vlag is ontworpen door Kl. Sierksma.
Op 1 januari 1997 is de gemeente Dussen opgegaan in Werkendam, waarmee de vlag als gemeentevlag kwam te vervallen. Sinds 1 januari 2019 maakt het gebied deel uit van de gemeente Altena.

## Eerdere vlag

Sierksma beschrijft in 1962 een officieuze vlag die als wolgt wordt beschreven:
Twee banen van gelijke hoogte van geel en zwart.
De kleuren van de vlag zijn ontleend aan het gemeentewapen.

## Verwante afbeeldingen

Wapen van Dussen

Aalburg 
· Aarle-Rixtel 
· Alphen en Riel 
· Bakel en Milheeze 
· Beek en Donk 
· Beers 
· Berghem 
· Berkel-Enschot 
· Berlicum 
· Bladel en Netersel 
· Borkel en Schaft 
· Boxmeer 
· Budel 
· Chaam 
· Cuijk 
· Cuijk en Sint Agatha 
· Den Dungen 
· Diessen 
· Dinteloord en Prinsenland 
· Drunen 
· Dussen 
· Engelen 
· Erp 
· Esch 
· Escharen 
· Fijnaart en Heijningen 
· Geffen 
· Geldrop 
· Gemert 
· Giessen 
· Ginneken en Bavel 
· Grave 
· 's Gravenmoer 
· Haaren 
· Halsteren 
· Haps 
· Heesch 
· Heeswijk-Dinther 
· Heeze 
· Helvoirt 
· Hoeven 
· Hooge en Lage Mierde 
· Hooge en Lage Zwaluwe 
· Hoogeloon, Hapert en Casteren 
· Huijbergen 
· Klundert 
· Landerd 
· Leende 
· Liempde 
· Lieshout 
· Lith 
· Luyksgestel 
· Maarheeze 
· Maasdonk 
· Made en Drimmelen 
· Megen, Haren en Macharen 
· Mierlo 
· Mill en Sint Hubert 
· Moergestel 
· Nieuw-Ginneken 
· Nieuw-Vossemeer 
· Nistelrode 
· Nuland 
· Oeffelt 
· Oost-, West- en Middelbeers 
· Oploo, Sint Anthonis en Ledeacker 
· Ossendrecht 
· Oud en Nieuw Gastel 
· Oudenbosch 
· Prinsenbeek 
· Putte 
· Raamsdonk 
· Ravenstein 
· Reusel 
· Riethoven 
· Rijsbergen 
· Rijswijk 
· Roosendaal en Nispen 
· Rosmalen 
· Schaijk 
· Schijndel 
· Sint Anthonis 
· Sint-Oedenrode 
· Sprang-Capelle 
· Standdaarbuiten 
· Terheijden 
· Teteringen 
· Uden 
· Udenhout 
· Veghel
· Vessem, Wintelre en Knegsel 
· Vierlingsbeek 
· Vlijmen 
· Wanroij 
· Waspik 
· Werkendam 
· Westerhoven 
· Willemstad 
· Woudrichem 
· Wouw 
· Zeeland 
· Zevenbergen
1. ↑   Sierksma, Kl. (1962 (herdruk 2008)). Nederlands vlaggenboek. Het Spectrum, p.58-59. ISBN 9789031502882.